# 肘捶門
肘捶門，山東拳術，為中國武術流派之一。

## 源流
肘捶門尊山東临清縣人张东槐为创始人，是集太极，八卦，形意为一体的武术门派，因巧妙融汇了多种肘法、拳法而得名。临清人自古就有尚武习俗，晚清时临清人张东槐以易医为理，将太极消长、五行生克之法揉合到拳术中，创建了“临清肘捶十趟捶”。

## 介紹
肘捶的基本内容由拳套、散手、功法和理法四部分组成。拳套有十趟捶、四季捶、八方捶。散手有天、地、人字号散手。功法主要有两通、肘功等。　肘捶主要是以“易理”论说拳理。肘捶重在技击，看起来却颇有些太极八卦的感觉，大小套路的每个动作都隐现无常，变化多端。

## 來源
1. 1 2  .   [2022-12-23]. （原始内容存档于2022-12-23）.
2. ↑  .   [2022-12-23]. （原始内容存档于2022-12-25）.